# Park Narodowy Nanda Devi
Park Narodowy Nanda Devi – park narodowy położony w okolicach szczytu Nanda Devi (7817 m n.p.m.), w północnych Indiach, w stanie Uttarakhand, przy granicy z Chinami. Powierzchnia parku obejmuje 717 km². Park został utworzony w 1982, a w 1988 został wpisany na listę światowego dziedzictwa UNESCO. W 2005 wpisem został objęty również pobliski Park Narodowy Doliny Kwiatów. Ze względu na niedostępność parku, na jego terenie przetrwał szereg rzadkich gatunków, w tym pantera śnieżna.